# 顧棟臣
顾栋臣（1869年—1913年），字枚良，号恒斋，男，江苏无锡人，清末官员。

## 生平
清朝同治八年，顾栋臣生于江苏无锡。他是明朝东林党党首、东林书院创办人之一顾宪成的后代。光绪二十三年（1897年），顾栋臣中秀才。
1909年，两江总督端方到无锡访问东林书院遗址，寻找顾宪成、高攀龙的后代，从而找到顾栋臣。正好此时军机大臣瞿鸿禨要为其子聘请家庭教师，端方便将顾栋臣举荐给瞿鸿禨。
后来，顾栋臣任清朝学部郎中。宣统年间，顾栋臣成为资政院议员，还参加了帝国宪政实进会。

## 家庭
- 大女儿：顾淑礼
  - 大女婿：孙百英
    - 长外孙女：孙少礼（丈夫张香山）
    - 二外孙女：孙幼礼（丈夫黄洛峰）
    - 三外孙女：孙稚礼（丈夫吴佩伦）
    - 四外孙女：孙小礼（丈夫龚育之）
- 二女儿：顾淑型
  - 二女婿：陈翰笙